# Witkopkakelaar
De witkopkakelaar (Phoeniculus bollei) is een vogel uit de familie boomhoppen (Phoeniculidae). Deze vogel is genoemd naar de Duitse natuuronderzoeker Carl August Bolle (1821-1909).

## Verspreiding en leefgebied
Deze soort komt voor in westelijk en centraal Afrika en telt drie ondersoorten:
- P. b. bollei: van Liberia tot de Centraal-Afrikaanse Republiek.
- P. b. jacksoni: van oostelijk Congo-Kinshasa tot zuidelijk Soedan en centraal Kenia.
- P. b. okuensis: zuidelijk Kameroen.